# 同泽中学男校旧址
同泽中学男校旧址是位于中国辽宁省沈阳市沈河区万泉街14号的一处近代建筑群，始建于1926年。该建筑群最初是张学良为同泽中学所建的男生部校舍，东临原沈阳动物园旧址，与赵尔巽公馆旧址隔街相望。现为沈阳大学小河沿校区的一部分，并已被列为沈阳市文物保护单位。

## 历史沿革
同泽中学的创办最初由奉系军阀将领郭松龄提议。1925年，为提高东北军军官的文化素质，郭松龄向时任东北军第一军军长的张学良建议开办一所中学。该建议获张学良同意后，由郭松龄及其夫人韩淑秀出面，在奉天市东山嘴子军营内辟出部分院落作为初始校址，招收了首批初中学生共104名。同泽中学的校名出自《诗经·秦风·无衣》：
岂曰无衣，与子同泽
 — 《诗经·秦风·无衣》
学校在初设时设有董事会，董事会由郭松龄担任董事长，主要董事成员包括张学良、时任教育厅长祁公亮、奉天省省长王永江以及奉系元老袁金铠等。郭松龄的秘书齐士英被董事会任命为校长。学校其他主要管理人员包括教务长阚驻臣、训育主任胡士兴以及英文教员宋清涛。郭松龄夫人韩淑秀也参与校务管理，并常至校内讲授修身和品德课程。学校实行严格的住校制度，所有学生集中食宿，仅在周末方可回家。1925年秋，郭松龄发动反奉兵变，率部从关内回师反奉。学校校长齐士英随军行动，在其司令部负责文书工作。当郭军进抵新民时，教务长阚驻臣、训育主任胡士兴等人以同泽中学的名义，前往马三家子迎接郭军，但在途中被王永清率领的黑龙江骑兵队截获并带回。随着郭松龄兵变失败，同泽中学因主要领导人与兵变关系密切而被迫解散。兵变后，校长齐士英从营口经海路逃往南京，而该校学生则分别转入其他学校继续学业。1926年，张学良决定亲自接管并扩建同泽中学，自任董事长，同时委派其秘书李静澄担任校长，刘申光担任教务长。为改善办学条件，张学良拨出巨款，在奉天小河沿地区筹建新校舍，即现存的同泽中学男校建筑群。同泽中学重建后，学校在师资选聘和教学方法上进行了一系列改革，旨在提升教学质量。学校聘请了多位名师执教：国文课教师包括宿儒尚节之、路之淦、孙吉阶和王廷思等人；英文课则聘请了南开大学毕业生王慕柳、刘涤凡等，并特邀丹麦籍牧师华茂山兼任英文教员。此外，体育课由留美归国的体育处长徐国祥任教，其他各科教师也均毕业于大学或高等师范院校。在教学上，学校注重培养学生的自主学习能力，采用自学与教师辅导相结合的方式。教学成果体现在多个方面：学生写作能力出色，并创办了校内半月刊。学生们还成立了学生自治会，制定了自治条例，形成了严明的纪律和勤奋好学的校风。尽管学生中不乏军政界子弟，但学校对所有学生一视同仁，同学之间关系和睦。1931年九一八事变爆发，日本关东军占领沈阳，同泽中学被迫停办，师生解散，校舍被日方占用。第二次国共内战结束后，该校址根据城市发展的需要，先后为多个学校作为校舍使用。1949年至1952年，校舍由沈阳市第二中学使用；1953年至1965年，由沈阳市第二十七中学使用；1970年至1980年由沈阳市师范学校使用；1980年至2000年由沈阳大学小河沿校区使用。现在为惠民馨苑居民住宅小区使用。

## 建筑
同泽中学男校旧址的主要建筑为两栋南北走向的教学楼，两楼北侧由一栋小礼堂连接。在教学楼的对面，建有两栋东西向对称的平房，为学生宿舍，中间则设有一栋独立的小楼作为图书馆使用。建筑群主体多为三层砖混结构，局部为两层。建筑外立面采用当时常见的水泥抹灰饰面，并在墙面设置了带有古典元素的壁柱作装饰。